# Lasimorpha senegalensis
Espèce
Synonymes
- Cyrtosperma afzelii (Schott) Engl.[1]
- Cyrtosperma senegalense (Schott) Engl.[1]
- Lasimorpha afzelii Schott[1]

Lasimorpha senegalensis (ou « Grand arum du Sénégal ») est une espèce de plantes de la famille des Araceae et du genre Lasimorpha, présente en Afrique tropicale.

## Description

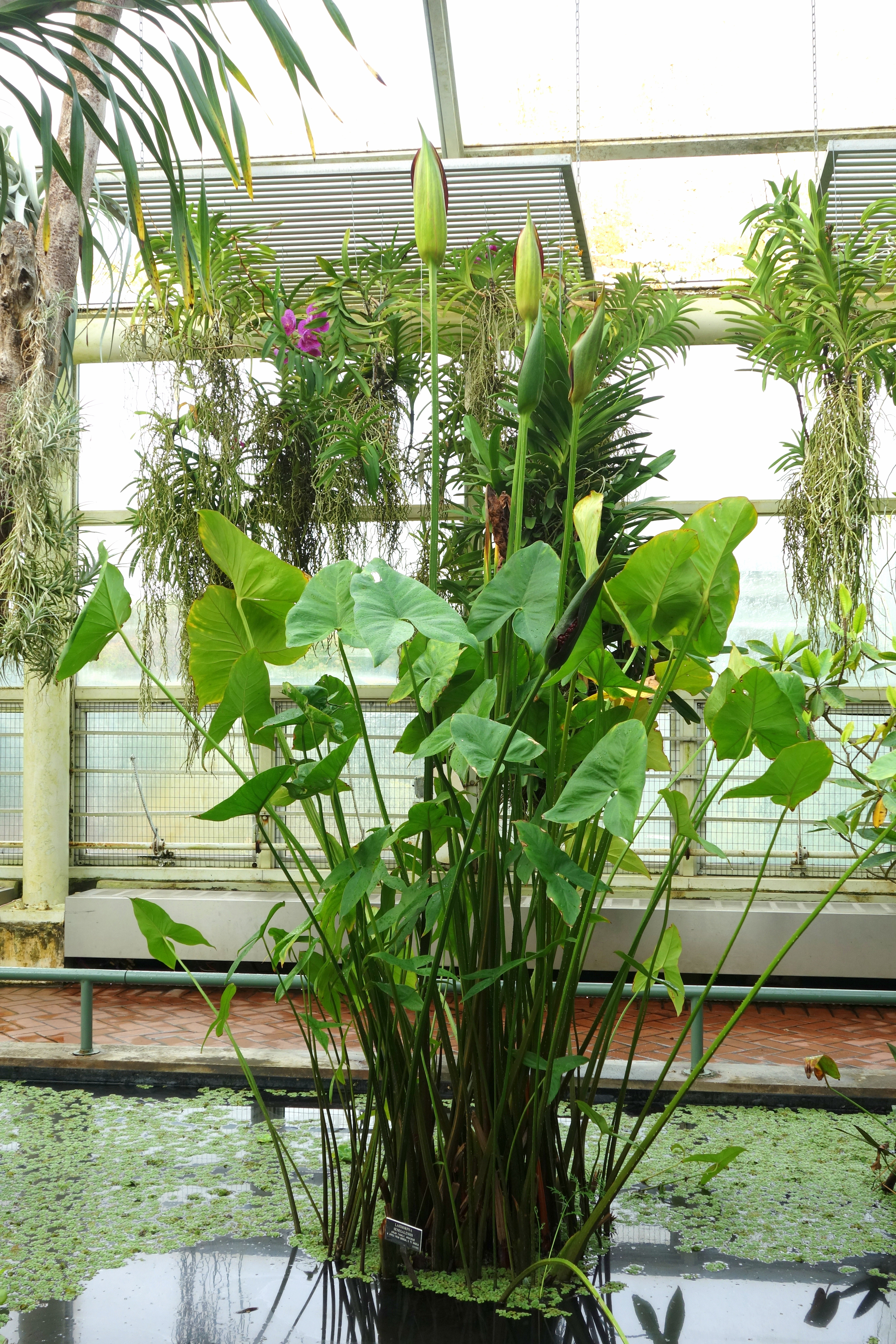
Spécimen au jardin botanique de Brooklyn.

C'est une grande herbe pérenne produisant une touffe de feuilles émergeant d'un rhizome court et épais, fortement stolonifère. Elle fleurit la plupart de l'année.

## Distribution
Très répandue, l'espèce est présente en Afrique tropicale, au Sénégal, au Cameroun, au Tchad, au Bénin, au Gabon, en république centrafricaine, en république démocratique du Congo, en Angola.

## Habitat
On la rencontre, souvent en abondance, à la lisière des forêts marécageuses, le long de cours d'eau à débit lent, près des mares.

## Utilisation
Les jeunes feuilles sont cuisinées en légumes, parfois seulement en situation de pénurie. On les utilise aussi pour envelopper les bâtons de manioc (chikwangue).

Fabrication de chikwangue en RDC.
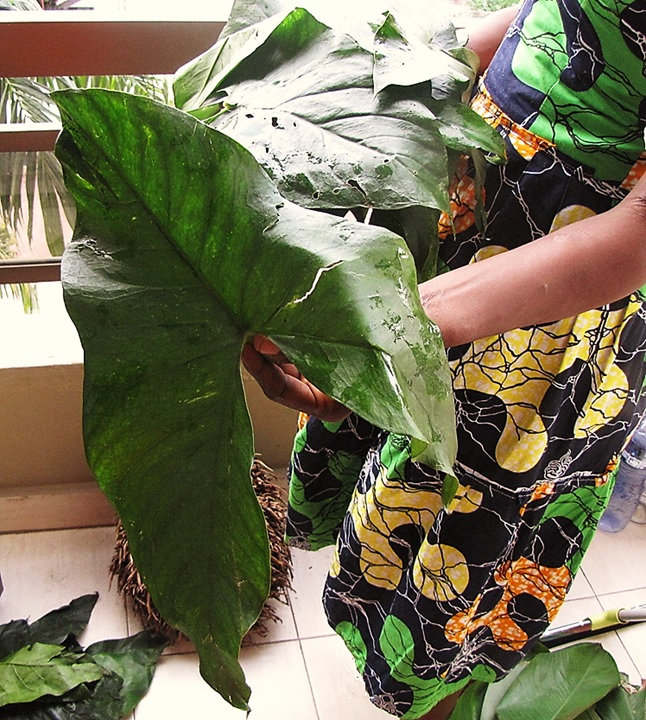
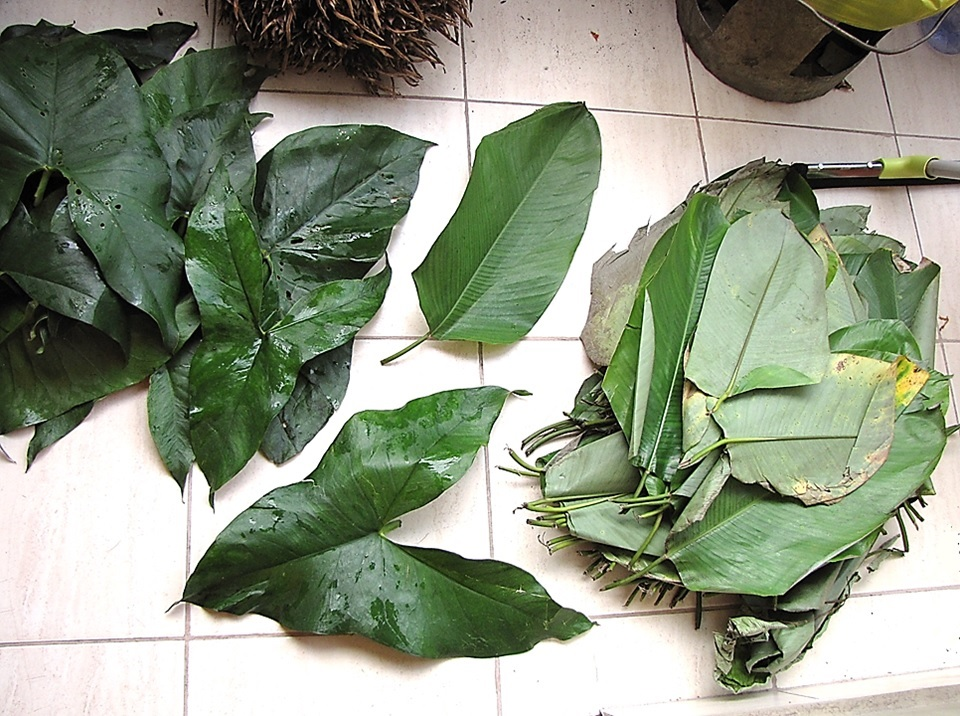
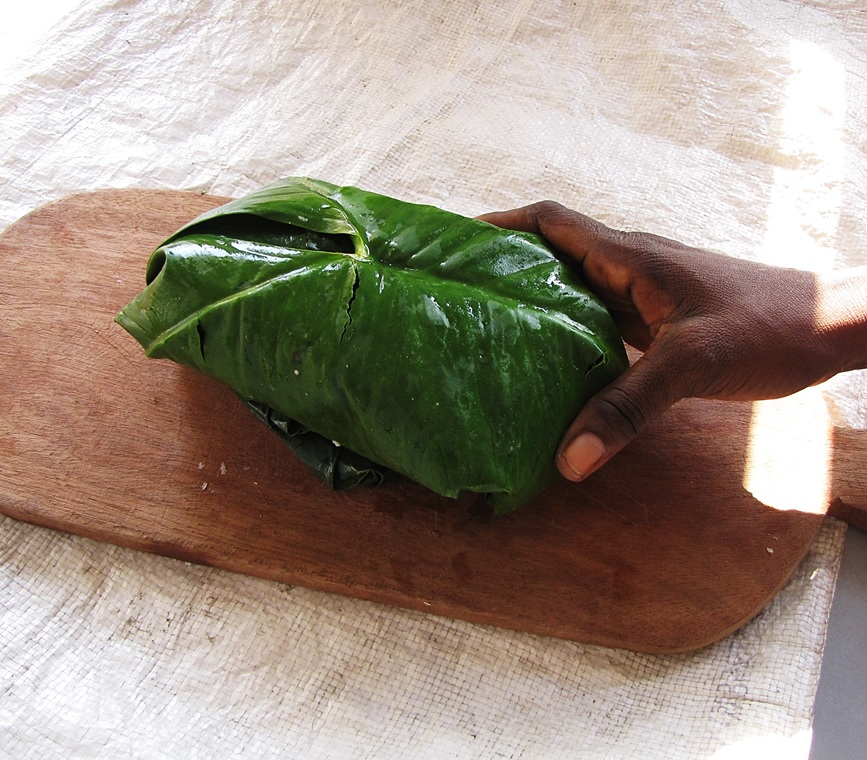
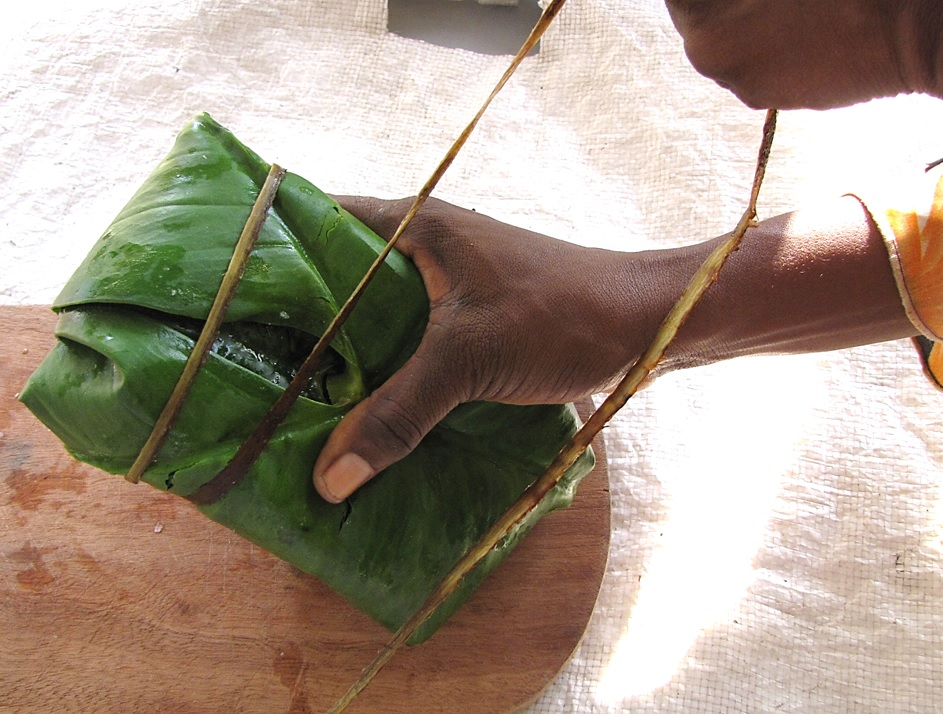

C'est aussi une plante médicinale dont les différentes parties sont utilisées notamment pour accélérer les accouchements, traiter le hoquet, soigner les ulcères. En décoction, elle a des propriétés analgésiques et sédatives. Les fruits entrent dans diverses préparations pour soigner la gonorrhée et la dysenterie.